# Tillandsia flabellata
Tillandsia flabellata es una especie epífita dentro del género  Tillandsia, perteneciente a la  familia de las bromeliáceas, nativa de América Central, desde México a Nicaragua.

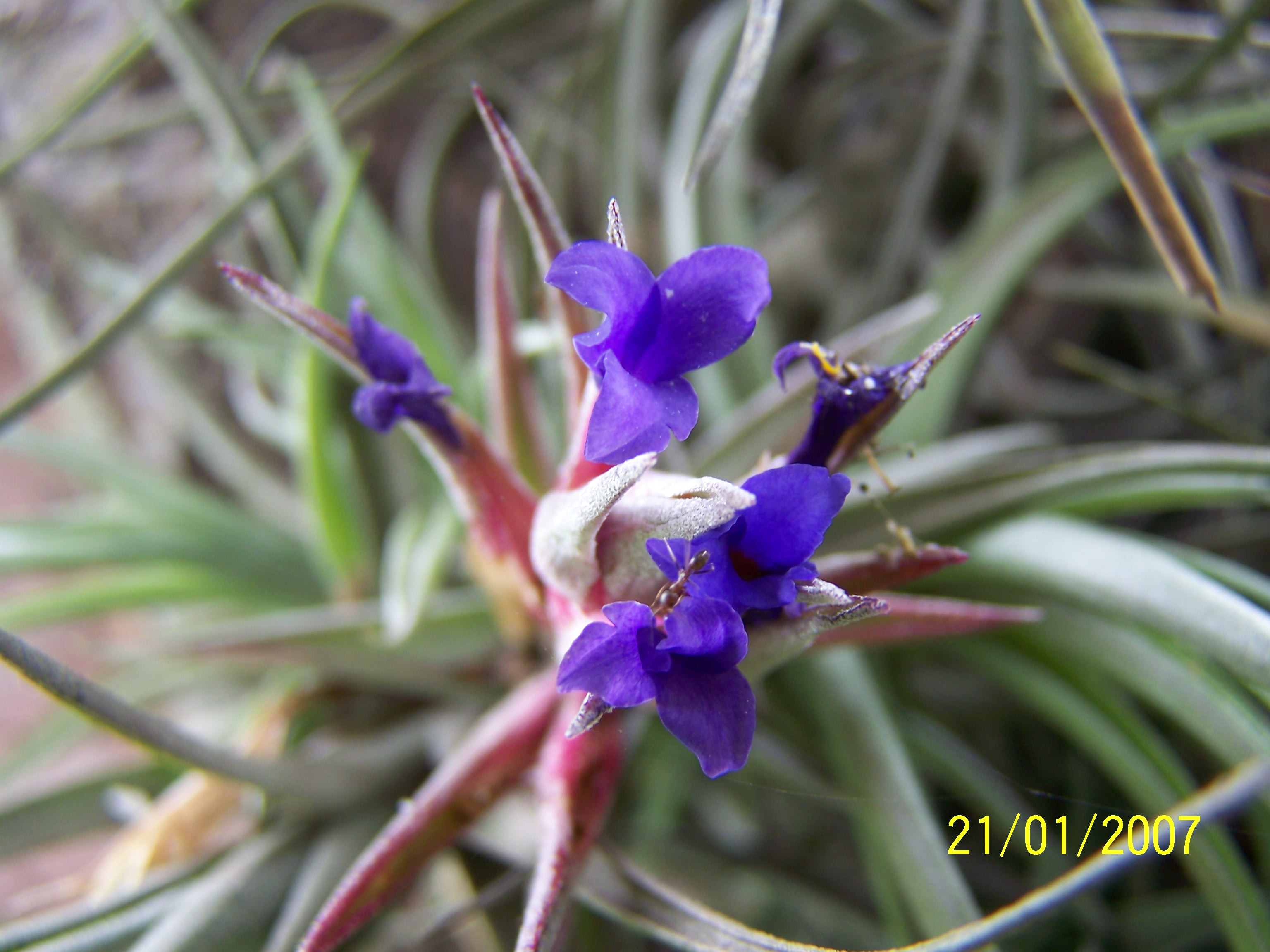
Flor

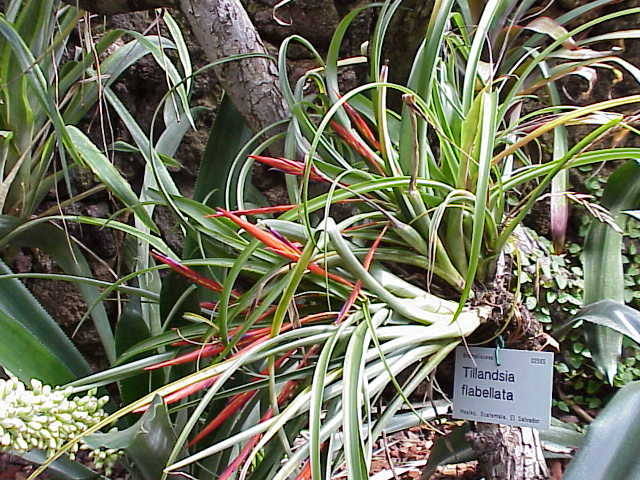
Vista de la planta

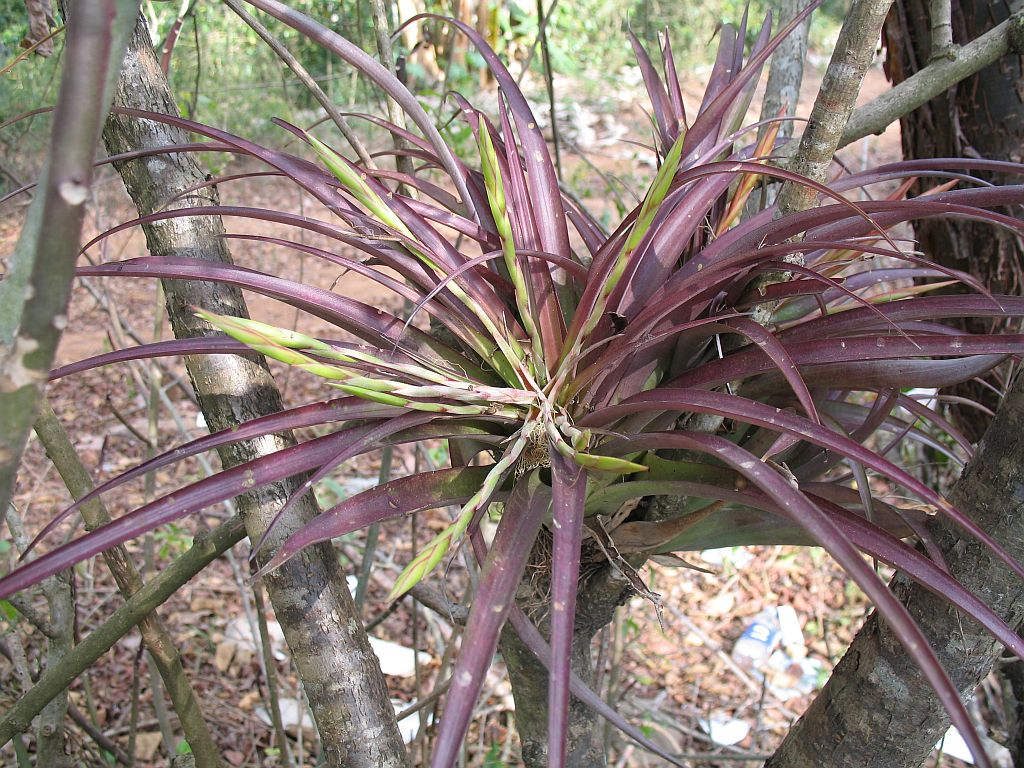
Vista de la planta

## Descripción
Son plantas acaulescentes, que alcanzan un tamaño de hasta 35 cm de alto. Hojas hasta 36 cm de largo; vainas 3–4 cm de ancho, café pálidas, densamente adpreso-lepidotas; láminas triangulares, 1.7–2.5 cm de ancho, esparcida a densamente subadpreso- a patente-lepidotas. Escapo 4–13 cm de largo, brácteas foliáceas, longilaminadas, ocultando en gran parte al escapo; inflorescencia densamente 1-pinnado (a subdigitado) compuesta, brácteas primarias inferiores más cortas que las espigas, (3–) 6.5–20 cm de largo, muy parecidas a las brácteas del escapo; espigas (15–) 20–28 cm de largo, en la 1/2–2/3 basales cubierta por brácteas estériles, imbricadas, apicalmente con 7–10 flores, ascendentes, brácteas florales 3–3.6 cm de largo, más largas que los sépalos y ocultándolos, divergentes y parcialmente exponiendo el raquis (raramente erectas y ocultando el raquis), generalmente carinadas, nervadas al menos marginalmente, glabras a moderadamente adpreso-lepidotas, cartáceas, flores sésiles a subsésiles; sépalos 1–1.5 cm de largo, los 2 posteriores carinados y connados por menos de la 1/2 de su longitud, libres del sépalo anterior ecarinado; pétalos morados. Cápsulas 2–3 cm de largo.

## Cultivares
- Tillandsia 'Bacchus'[2]
- Tillandsia 'Brooyar'[2]
- Tillandsia 'Cooloola'[2]
- Tillandsia 'Graceful'[2]
- Tillandsia 'Gympie'[2]
- Tillandsia 'Inskip'[2]
- Tillandsia 'Latas au Pair'[2]
- Tillandsia 'Little Richard Olson'[2]
- Tillandsia 'Oeseriana'[2]
- Tillandsia 'Yabba'[2]

## Taxonomía
Tillandsia flabellata fue descrita por John Gilbert Baker y publicado en Journal of Botany, British and Foreign 25: 242. 1887.
Etimología
Tillandsia: nombre genérico que fue nombrado por Carlos Linneo en 1738 en honor al médico y botánico finlandés Dr. Elias Tillandz (originalmente Tillander) (1640-1693).
flabellata: epíteto latíno que significa "como un abanico"
Sinonimia
- Tillandsia flabellata var. viridifolia M.B. Foster«Tillandsia flabellata». The Plant List. Consultado el 21 de abril de 2015.</ref>[4]